# Megumin
(Parola ricorrente con cui Megumin termina i suoi incantesimi)
Megumin (めぐみん?) è un personaggio immaginario della serie di light novel Konosuba! - This Wonderful World scritta da Natsume Akatsuki e illustrata da Kurone Mishima, da cui sono stati tratti diversi adattamenti. Nell'universo di KonoSuba, un mondo parallelo con elementi MMORPG, Megumin è una maga che si unisce al party del protagonista, Kazuma Satō, nel tentativo di sconfiggere il Re dei Demoni. A causa delle abilità disfunzionali del gruppo, Kazuma rinuncia rapidamente all'idea di sconfiggerlo e cerca di vivere una vita tranquilla e spensierata, tuttavia lui e le sue compagne di squadra si ritrovano spesso a incontrare e a combattere i generali del Re dei Demoni.
Megumin è diventata un personaggio emergente della serie, infatti la risposta della critica, che ha elogiato in particolare l'umorismo delle scenette del personaggio, ma anche le abilità recitative della sua doppiatrice originale Rie Takahashi, è stata positiva. Grazie alla propria popolarità, Megumin è diventata la protagonista femminile del lungometraggio del 2019 Kono subarashii sekai ni shukufuku o! Kurenai densetsu, che esplora maggiormente la sua storia e mostra una serie di analessi che descrivono in dettaglio il suo passato prima del suo incontro con il gruppo di Kazuma. È anche protagonista della light novel spin-off della serie principale, intitolata Kono subarashii sekai ni bakuen o!, che narra ciò che ha vissuto prima degli eventi della storia principale, il cui adattamento anime è stato trasmesso dal 5 aprile al 21 giugno 2023.

## Concezione e sviluppo
Quando Natsume Akatsuki creò i personaggi principali di KonoSuba, decise di rendere il gruppo di Kazuma con una struttura simile a quella della serie videoludica Dragon Quest, ma con difetti molto più esagerati. Per Megumin volle basarsi sui maghi della serie che sapessero solo usare la mossa "Esplosione magica" (マダンテ?, Madante), che utilizza tutta la magia del personaggio rilasciando una potente esplosione, che alcune volte può anche fallire. Akatsuki sostenne anche che rese Megumin una "edgelord" perché, secondo lui, qualsiasi mago in quell'età lo sarebbe stato. L'autore fece notare come la popolarità del personaggio abbia fatto passare in secondo piano Aqua, l'eroina principale della serie.

### Design
Kurone Mishima, l'illustratrice delle light novel di KonoSuba, disse che Megumin inizialmente avrebbe dovuto avere capelli molto più lunghi, ma decise di renderli più corti per differenziarla dal resto cast. Optò per un look più "da ragazzo" con capelli corti. Per far esaltare la sua natura chūnibyō, Mishima diede a Megumi guanti senza dita, una benda all'occhio indossata solo per estetica, e decise di usare colori prevalentemente rossi e neri. Il cappello fu aggiunto alla fine perché, secondo l'illustratrice, le dava un'aria molto più "carina".

### Doppiaggio
Nell'adattamento animato Megumin è doppiata da Rie Takahashi mentre nei drama-CD da Maaya Uchida. Poiché Megumin è la protagonista femminile del film del 2019, Takahashi ha affermato che il regista, Takaomi Kanasaki, voleva che lei desse alla ragazza un fascino accattivante e questo spesso ha portato a registrazioni in cui la doppiatrice era confusa. Ciò lo si può notare principalmente durante le scene in cui Megumin e Kazuma interagiscono in modo apparentemente romantico. La doppiatrice ha tentato inoltre di donare a Megumin un lato più femminile nonostante alcuni dei comportamenti del personaggio fossero in forte contrasto con la maggior parte delle scene avvenute in precedenza. In sostanza, Takahashi ha apprezzato il film per il fatto che ha ulteriormente ampliato la storia di Megumin.

## Descrizione del personaggio
Megumin è un arcimaga di 14 anni discendente dai Demoni Cremisi, creature con aspetto umano che portano una benda sull'occhio per ragioni estetiche e che generalmente sono affetti dalla chūnibyō. Per quanto riguarda gli incantesimi, la ragazza ne conosce solamente uno, Explosion, che essendo estremamente potente esaurisce immediatamente il suo mana e la rende esausta dopo un singolo utilizzo; nonostante questo suo punto debole si rifiuta di imparare nuovi incantesimi. A causa del difetto della sua magia, Megumin, prima di incontrare Kazuma, ha faticato a trovare un party che l'accettasse. Con il procedere delle loro avventure, la giovane finisce per innamorarsi di Kazuma e gli confessa i suoi sentimenti, portandoli a diventare una coppia, ma il loro segreto viene svelato quando anche Darkness gli confessa il suo amore. Il ragazzo la definisce spesso una maniaca delle esplosioni.

### Personalità
La personalità di Megumin è caratterizzata dalla sua natura turbolenta ed eccentrica, ulteriormente accentuata dal suo amore per la teatralità. Come membro del clan dei Demoni Cremisi, mostra tendenze chūnibyō e ama dare nomi strani alle persone e alle cose. Nonostante il suo comportamento presuntuoso e arrogante, ha un lato infantile e immaturo, che si può notare dalla sua sensibilità verso la propria età e nei confronti del proprio corpo sottosviluppato. Spesso si ritrova scoraggiata o diventa aggressiva se viene trattata come una bambina. Sebbene mantenga una meschina rivalità con la sua vecchia compagna di classe Yunyun, la vede segretamente come un'amica e non perde occasione per maltrattarla e molestarla per il proprio divertimento personale.
L'ossessione di Megumin per la magia esplosiva è uno dei suoi tratti più distintivi. Lo è al punto che la ragazza investe tutti i suoi punti per le statistiche per riuscire a perfezionare il suo unico incantesimo, che considera la magia più potente e più utile di tutte. La sua riluttanza verso l'apprendere qualsiasi altro tipo di magia spesso la mette nei guai, ma nonostante ciò fa di tutto per proteggere la sua magia, anche se ciò significa ignorare la logica e le conseguenze. Nonostante i suoi difetti, Megumin è riconosciuta da Kazuma come dotata del miglior senso del gruppo. È abbastanza intelligente ed esperta nella magia, e il suo amore e lealtà verso i suoi amici sono incrollabili, al punto che è pronta a proteggerli con tutta sé stessa se necessario.

## Altri media
Megumin ha anche una serie di light novel spin-off, anch'essa scritta e illustrata rispettivamente da Akatsuki e Mishima, incentrata su di lei ed intitolata Kono subarashii sekai ni bakuen o!. Essa si svolge prima della serie principale ed ha anche una light novel sequel.
Megumin è apparsa anche nella serie crossover Isekai Quartet.

## Accoglienza

### Popolarità

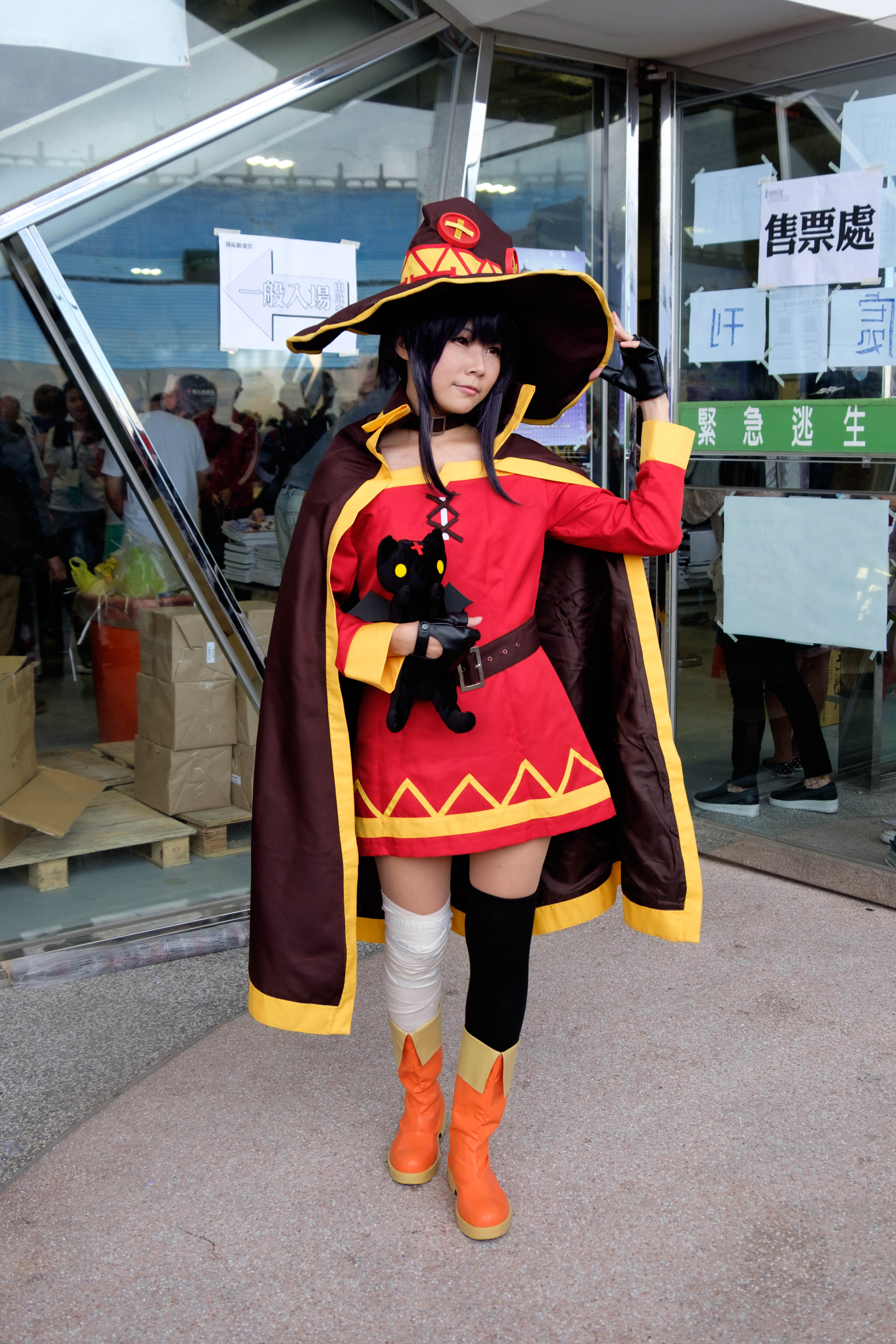
Cosplayer di Megumin nel 2017.

Megumin in particolare è stata considerata uno dei personaggi più popolari della serie, vincendo il sondaggio ufficiale relativo ai personaggi di KonoSuba preferiti condotto dall'etichetta editoriale Sneaker Bunko. In un altro sondaggio, svolto nel 2019, Megumin si è classificata seconda dietro ad Aqua, accumulando un totale di 755 870 punti. È stata anche la sesta più votata nell'edizione 2015-16 dei Newtype Award come miglior personaggio femminile (Kazuma invece era arrivato terzo nella categoria maschile) e ha ricevuto il maggior numero di voti nella categoria "Most Popular Other" come migliore ragazza ai Crunchyroll Anime Awards del 2016. 

### Critica
Alan Sahbegovic di SportsKeeda ha citato Megumin come uno dei dieci personaggi dell'anime «che nessuno odia» grazie al modo con cui attira di più l'attenzione rispetto all'antipatica eroina Aqua, mentre definisce la sua ossessione per le esplosioni come «impressionante». Nell'analizzare il character design di alcuni personaggi di anime e manga che indossano una benda sull'occhio, Kara Dennison di Otaku USA ha ritenuto che quella di Megumin sia legata a un utilizzo prettamente estetico dato che la utilizza solo per quello. In Giappone è stata pubblicata anche un'app per smartphone che funziona come sveglia e in cui sono presenti delle frasi di Megumin.
Il personaggio è spesso visto come una delle migliori eroine di Konosuba, tanto che alcuni siti la confrontano sia con Aqua che con Darkness. Anime UK News ha affermato che l'animazione delle esplosioni di Megumin nell'anime è stata animata bene. Anime News Network ha affermato che Megumin e Aqua sono i migliori personaggi della serie poiché le loro scenette esilaranti sono in contrasto con i meno attraenti Kazuma e Darkness. Secondo ComicBook invece, il personaggio di Megumin è notevolmente popolare tra i cosplayer e il merchandising in generale. Comic Book Resources ha elogiato Megumin come uno dei personaggi migliori della serie in cinque momenti della serie, che però ha avuto diverse cadute, come quando maltratta Yunyun. In un altro articolo invece è stata definita una grande eroina che però, allo stesso tempo e per diverse ragioni, sarebbe stata attraente anche come cattiva. 
Jordan Ramée di GameSpot ha affermato che il film «fa fatica a catturare l'attenzione allo stesso modo dell'anime perché divide il gruppo principale» per concentrarsi su Kazuma e Megumin, che ha criticato, definendo il fatto come «noioso» a causa di come porta a ripetere la stessa battuta più volte, mentre le scenette successive sono state criticate per il non riuscire ad adattarsi all'umorismo omofobo del film. Tuttavia, ha comunque elogiato l'attenzione impiegata nella relazione del duo, che le ha donato un tono romantico. Inoltre, l'ulteriore esplorazione della relazione tra Megumin e Yunyun è stata elogiata per essere stata trattata per la prima volta. Theron Martin di Anime News Network ha affermato che il film ha continuato a catturare il fascino delle battute di Megumin insieme alla sua caratterizzazione durante l'avanzamento della sua relazione con Kazuma. Richard Eisenbeis di Biggest In Japan ha affermato che il film ha esplorato completamente il personaggio e il mondo di Megumin al punto da mettere in ombra gli altri personaggi femminili, nonostante alcuni contenuti esplorati potrebbero sembrare problematici. Thomas Richards di CouchSoap invece ha descritto il personaggio e il party di Megumin come uno dei peggiori gruppi del genere isekai, il che rende la serie comica, sottolineando quanto la ragazza possa essere inutile a causa della sua ossessione per un solo incantesimo. 
Shawn Hacaga di The Fandom Post ha anche elogiato il ruolo di Megumin nel suo spin-off Kono subarashii sekai ni bakuen o! per le scenette divertenti che fornisce. Il successo dello spin-off di Megumin ha portato l'autore dell'articolo ad affermare che ne attende altri che siano incentrati su altri personaggi secondari. DEMELZA di Anime UK ha anche apprezzato la gestione delle relazioni tra Megumin e Chomusuke (ちょむすけ?), il suo animale domestico, che è stato poco approfondito nella serie principale, così come Yunyun. In un'ulteriore recensione, lo stesso autore del sito ha affermato che lo spin-off avrebbe fatto piacere a qualsiasi fan di Megumin e ha ritenuto che la relazione tra lei e Yunyun avrebbe dovuto essere più convincente.
Anche il doppiaggio è stato oggetto di elogi; Nick Creamer di Anime News Network ha elogiato Sora Amamiya e Rie Takahashi, rispettivamente nei panni di Aqua e Megumin, per l'energia fornita nelle loro interpretazioni, DEMELZA di Anime UK News ha ritenuto Takahashi attraente grazie alla sua dizione, e che è stata messa in ombra dai doppiatori di Kazuma e Aqua. La performance di Erica Mendez, doppiatrice inglese di Megumin, ha ricevuto una risposta positiva da parte di SportsKeeda, che ha citato Megumin come uno dei suoi ruoli migliori per via di come è stato scritto il suo personaggio.